# Hygrocybe viola
Hygrocybe viola är en svampart som beskrevs av J. Geesink & Bas 1985. Hygrocybe viola ingår i släktet Hygrocybe och familjen Hygrophoraceae.   Inga underarter finns listade i Catalogue of Life.